# Pachygone plukenetii
Pachygone plukenetii là một loài thực vật có hoa trong họ Biển bức cát. Loài này được (DC.) Miers mô tả khoa học đầu tiên năm 1867.